# Francesca Gallina (rugbista)
Francesca Gallina (Treviso, 7 marzo 1978) è un'accademica, linguista, dirigente sportiva ed ex rugbista italiana, in carriera agonistica seconda linea delle Red Panthers di Treviso, con le quali si aggiudicò 7 scudetti e, in ambito internazionale, rappresentante l'Italia alla Coppa del Mondo di rugby femminile 2002.
Laureata a Trieste, dopo il termine dell'attività agonistica si è dedicata all'educazione linguistica, proseguendo i suoi studi dapprima a Siena poi a Pisa, dov'è docente associato.
Dal 2021 ricopre ruolo dirigenziale in Rugby Europe, del cui consiglio direttivo è membro eletto da novembre 2024; in precedenza, dal 2021 al 2024, fu consigliera della Federazione Italiana Rugby in quota atleti.

## Biografia

### Attività sportiva
Cresciuta nel vivaio delle femminili del Benetton, le Red Panthers, esordì in prima squadra nel 2000 e nel 2002 fu chiamata in nazionale, con la quale prese parte alla Coppa del Mondo 2002 in Spagna e durante la quale, contro l'Inghilterra, realizzò la sua unica presenza internazionale.
Con le Panthers Gallina vinse sette scudetti fino al 2011, anno del ritiro dopo il quale perseguì i suoi interessi accademici.

### Attività accademica
Laureata a Gorizia (Università di Trieste) in Relazioni internazionali con una tesi sulle migrazioni nell'Unione europea, Francesca Gallina ha studiato in seguito all'Università per stranieri di Siena conseguendo la laurea in scienze linguistiche.
I suoi interessi accademici riguardano, tra l'altro, le dinamiche del contatto tra la lingua italiana e le lingue dei migranti, la lingua italiana nello spazio culturale italiano (anche all'estero) e i percorsi d'apprendimento dell'italiano tra i migranti in Italia.
Ricopre il ruolo di professore associato in Didattica delle lingue presso l’Università di Pisa.
Dal 1º gennaio 2023, e per tutto il quadriennio fino al 31 dicembre 2026, è segretaria nazionale del GISCEL, Gruppo di Intervento e Studio nel Campo dell'Educazione Linguistica della Società di Linguistica Italiana.

### Attività dirigenziale
In occasione delle elezioni per il rinnovo del presidente e del consiglio della Federazione Italiana Rugby, fu offerta a Francesca Gallina la candidatura come consigliere in quota giocatori nella lista a sostegno di Marzio Innocenti; questi fu eletto presidente e Gallina consigliera con 3745 voti.
Da novembre 2021 Francesca Gallina presiede il sottocomitato per l'attività femminile di Rugby Europe, nel cui consiglio direttivo è stata eletta l'8 novembre 2024 nel corso della 106ª assemblea generale della federazione.

## Palmarès
- Campionati italiani: 7
Red Panthers: 2000-01, 2001-02, 2002-03, 2005-06, 2007-08, 2008-09, 2010-11